# اند۱
اند۱ (انگلیسی: AND1) شرکت تجهیزات ورزشی آمریکایی است، که در سال ۱۹۹۳ توسط ست برگر تأسیس شد.